# Бейли (окръг, Тексас)
Окръг Бейли (на английски: Bailey County) е окръг в щата Тексас, Съединени американски щати. Площта му е 2142 km², а населението - 6594 души (2000). Административен център е град Мюлшу.